# 德斯马曾
德斯马曾（義大利語：Ignazio Camillo Guglielmo Maria Pietro Persico, O.F.M.；1823年1月30日—1895年12月7日），是天主教意大利籍司鐸級樞機及方濟嘉布遣會會士。曾在中國西藏、印度和美國等國家傳教，並曾擔任多個教區宗座代牧、主教及聖座駐愛爾蘭大使等。

## 生平

### 亞洲傳教
1823年1月30日，德斯馬曾出生於兩西西里王國拿坡裡。1840年4月25日，他17歲時加入方濟嘉布遣會。1846年1月24日，22歲時由諾拉教區主教熱納羅·帕斯卡晉鐸。同年11月被派遣前往印度，協助阿納斯塔修斯·哈特曼主教在孟買建立了修院。1853年，在當時的葡屬印度殖民地果阿發生分裂。德斯馬曾被派回羅馬和倫敦，向教宗和英國陳明事情經過。
1854年3月8日，德斯馬曾31歲時被時任教宗庇護九世任命為孟買宗座代牧區輔助宗座代牧，領銜格拉蒂亞諾波利斯教區主教，協助哈特曼主教傳教。同年6月4日由哈特曼主教祝聖就任。次年他被派往阿格拉，之後被任命為阿格拉宗座代牧區宗座代牧。1856年12月19日，德斯馬曾33歲時又調任為拉薩宗座代牧區宗座代牧。在1857年印度民族起義期間，他差點喪命，被迫於1860年返回義大利。他寫了目擊印度民族記述，於 1858 年出版。1860年6月24日，辭任西藏宗座代牧區宗座代牧職務。

### 擔任牧職
1866年，德斯馬曾被派遣前往美國傳教，並參與巴爾的摩會議。1870年3月20日，德斯馬曾47歲被任命為佐治亞州薩凡納教區主教。由於健康再次惡化，他於1873 年辭職以上主教職務。1874年他51歲時，擔任聖座駐加拿大大使，並於同年6月23日領銜博利納教區主教。1877年，他受委託解決馬拉巴爾分裂事務。
1878年7月15日，德斯馬曾55歲時被派回義大利擔任阿奎諾暨蓬泰科爾沃教區及索拉教區助理主教。次年3月26日，出任這二教區正權主教。

### 聖座工作
1887年3月，他改任聖座駐愛爾蘭大使，領銜杜姆亞特總教區總主教，負責向聖座報告當地的神職人員與政治運動關係。他很快意識到問題不僅與現實政治有關，且與愛爾蘭歷史有關。為此，他推遲了提交報告，走訪愛爾蘭各地以便更廣泛地考慮有關問題。與此同時，於1888年4月23日聖座信理部就愛爾蘭發生的競選計畫與抵制作出譴責。同年6月，時任教宗良十三世就有關問題發表通諭《我們經常》譴責抵制和競選計劃是嚴重違反道德法的行為。
原本，德斯馬曾及曼甯樞機認為教宗會支持當地進行的競選計畫與抵制。但是，教宗的譴責卻使他們感到驚訝。而且，譴責不是由聖座宣佈，而是由愛爾蘭主教團宣佈。德斯馬曾為此感到失望，並辭任大使職務回到意大利羅馬。1889年3月20日（66歲）任東方教會部秘書長。1891年6月13日（68歲），任傳信部秘書長。1893年5月30日（70歲）主持the Congregation for Indulgences and Relics。
1893年1月16日，德斯馬曾在69歲時獲時任教宗良十三世冊封為司鐸級樞機，領銜聖伯多祿鎖鏈堂區主任司鐸及聖座赦免與聖髑部部長。
1895年12月7日，德斯馬曾在意大利王國罗马去世，享年72歲。